# Битка код острва Хансан
Битка код острва Хансан (8. јула 1592) била је победа корејанског адмирала Ји Сун Сина над јапанском морнарицом током Јапанске инвазије Кореје (1592-1598). Ово је била прва битка треће корејске поморске офанзиве, која је трајала од 6. до 13. јула 1592 (по лунарном календару).

## Позадина
У прва два месеца јапанске инвазије Кореје (април-јун 1592), јапанска копнена војска је готово без отпора заузела Пусан (14. априла), Сеул (3. маја) и Пјонгјанг (16. јуна 1592), заузевши готово целу краљевину Чосон изузев крајњег севера (на граници са Кином Минга) и провинције Чола на југозападној обали, која је била мимо главног пута за Сеул. На изненеђење освајача, 4. маја 1592 (одмах после пада Сеула) корејски адмирал Ји Сун Син, заповедник половине морнарице провинције Чола, са флотом од свега 26 корејских галија предузео је две успешне офанзиве на веома развучене јапанске поморске комуникације. Нападајући мање јапанске конвоје и расуте ратне бродове, Ји Сун Син је у два похода (Окпо 8. маја и Сачеон 29. маја) уништио 111 јапанских ратних бродова и заробио велику количину залиха и ратног материјала. На вест о узастопним поразима, Тојотоми Хидејоши је наредио својим снагама да нападну морнарицу Чосона. Он је наредио поморским командантима Вакизака Јасухару-у (1554–1626), Куки Јошитаки (1542–1600) и Като Јошијакију (1563–1631), који су се борили на копну, да покрену поморску кампању. Морнарица Чосона је добила ове обавештајне податке и кренула у борбу против непријатеља у трећој корејској поморској кампањи. Борба је трајала осам дана између шестог и тринаестог дана седмог месеца.

## Битка
Битка код Хансан-доа (острво Хансан) која је почела осмог дана седмог месеца била је, и по имену и по стварности, борба између највеће комбиноване флоте Чосона и елите јапанске морнарице. Овог дана, Ји је избегао уске мореузе Кионејеранга и намамио Јапанце у отворено подручје мора у близини острва Хансан где је напао велику флоту Вакизака Јасухаруа са формацијом ждралово крило - у облику конкавног полукруга или лепезе, тако да су надолазећи јапански бродови дочекани усредсређеном ватром из топова са три стране. Само десетак јапанских бродова је успело да побегне: Вакизака и 14 бродова успели су да се извуку. Више од шездесет бојних бродова је страдало у пламену - од тога 35 великих (атакебуне) и 17 средњих (секибуне), а погинуле су хиљаде морнара. Више од 340 јапанских глава одсечено је после битке.
Победа је допуњена уништењем флоте Куки Јошитаке и Като Јошијакија два дана касније у луци Анголпо.

## Последице
Битка код Хансан-доа, једна од три велике битке које је Чосон добио током јапанске инвазије Кореје (1592-1598), имала је велики значај, јер су корејанске снаге сада почеле да доминирају јужним морима. Након битке код Хансан-доа Хидејоши је наредио јапанској морнарици да избегава директан сукоб са морнарицом Чосона и уместо тога се стационира у утврђењима дуж обале да брани важне поморске путеве.

## Занимљивости
Ова битка је приказана у јужнокорејском историјском филму Хансан: Буђење змаја (кореј. 한산: 용의 출현, енгл. Hansan: Rising Dragon), снимљеном 2022. године.